# Mission: Impossible (serie di film)

Logo della serie

Mission: Impossible è una serie cinematografica statunitense, ispirata all'omonima serie televisiva, che dal 1996 al 2025 vede protagonista, nonché produttore, Tom Cruise nel ruolo di Ethan Hunt, affiancato da personaggi ricorrenti come Benji Dunn (Simon Pegg) e Luther Stickell (Ving Rhames). La serie, co-prodotta e distribuita da Paramount Pictures, ha riscosso successo di critica e pubblico avendo guadagnato un totale di oltre 4 miliardi di dollari in tutto il mondo.
Il sesto film, Mission: Impossible - Fallout, pubblicato a luglio 2018, è stato il più redditizio della saga a livello globale. Nel gennaio 2019 sono stati annunciati due sequel, diretti entrambi da Christopher McQuarrie, girati simultaneamente e programmati per le estati del 2021 e del 2022. Tuttavia, per difficoltà tecniche insorte durante le riprese del settimo capitolo, la produzione ha abbandonato l'idea di girare immediatamente l'ottavo film, posticipandoli rispettivamente al 2023 e 2025.

## Film
1. Mission: Impossible, regia di Brian De Palma (1996)
2. Mission: Impossible 2, regia di John Woo (2000)
3. Mission: Impossible III, regia di J. J. Abrams (2006)
4. Mission: Impossible - Protocollo fantasma (Mission: Impossible - Ghost Protocol), regia di Brad Bird (2011)
5. Mission: Impossible - Rogue Nation, regia di Christopher McQuarrie (2015)
6. Mission: Impossible - Fallout, regia di Christopher McQuarrie (2018)
7. Mission: Impossible - Dead Reckoning, regia di Christopher McQuarrie (2023)
8. Mission: Impossible - The Final Reckoning, regia di Christopher McQuarrie (2025)

## Accoglienza

### Incassi
| Film                                      | Data di uscita (USA) | Incassi ($)   | Incassi ($)    | Incassi ($)   | Budget ($)    | Fonti         |
| Film                                      | Data di uscita (USA) | USA e Canada  | Internazionale | Mondiale      | Budget ($)    | Fonti         |
| ----------------------------------------- | -------------------- | ------------- | -------------- | ------------- | ------------- | ------------- |
| Mission: Impossible                       | 22 maggio 1996       | 180 981 856   | 276 714 535    | 457 696 391   | 80 000 000    | [ 4 ]         |
| Mission: Impossible 2                     | 24 maggio 2000       | 215 409 889   | 330 978 219    | 546 388 108   | 125 000 000   | [ 5 ]         |
| Mission: Impossible III                   | 5 maggio 2006        | 134 029 801   | 264 449 696    | 398 479 497   | 150 000 000   | [ 6 ]         |
| Mission: Impossible – Protocollo fantasma | 16 dicembre 2011     | 209 397 903   | 485 315 477    | 694 713 380   | 145 000 000   | [ 7 ]         |
| Mission: Impossible – Rogue Nation        | 31 luglio 2015       | 195 042 377   | 487 674 259    | 682 716 636   | 150 000 000   | [ 8 ]         |
| Mission: Impossible – Fallout             | 27 luglio 2018       | 220 159 104   | 604 011 463    | 824 170 567   | 178 000 000   | [ 9 ]         |
| Mission: Impossible – Dead Reckoning      | 12 luglio 2023       | 172 635 383   | 398 500 000    | 571 135 383   | 291 000 000   | [ 10 ]        |
| Mission: Impossible – The Final Reckoning | 23 maggio 2025       | 169 095 983   | 349 750 642    | 579 387 281   | 400 000 000   | [ 11 ] [ 12 ] |
| Totale                                    | Totale               | 1 496 752 296 | 3 197 394 291  | 4 694 146 587 | 1 519 000 000 |               |